# Cañaris (distrito)
Cañaris é um distrito do Peru, departamento de Lambayeque, localizada na província de Ferreñafe.

## Transporte
O distrito de Cañaris é servido pela seguinte rodovia:
- LA-100, que liga a cidade de Incahuasi ao distrito de Motupe
- LA-103, que liga a cidade ao distrito de Pacora [1][2][3]